# Ochotona coreana
Ochotona coreana — вид зайцеподібних гризунів з родини пискухових (Ochotonidae).

## Таксономічна примітка
Таксон відділено від O. hyperborea.

## Морфологічна характеристика
Це пискуха середнього розміру з довжиною тіла від 16 до 20 см і вагою від 144 до 190 г, довжина задньої лапи від 27 до 33 міліметри. Колір спини коричневий змішаний з чорними кінчиками волосся в середній частині спини. Черевна сторона вохриста. Зимова шерсть темніше тьмяно-коричнева зі світлішими кінчиками волосся, живіт взимку піщано-коричневий, а щоки та морда сірі. Область над потиличними залозами темно-бордова. Вуха округлі з білою облямівкою, досягають довжини від 16 до 20 міліметрів.

## Поширення
Країни проживання: Китай, Північна Корея.

## Спосіб життя
Вважається, що корейська піка за екологією та поведінкою схожа на північну піку (O. hyperbora) – її найближчого родича. Це піка, що мешкає в скелях, хоча іноді вона може займати клубок коріння дерев або повалених колод замість осипів.